# Steueranspruch
Steueranspruch ist ein Anspruch aus dem Steuerschuldverhältnis (§ 37 Abs. 1 AO). Er entsteht, sobald der Tatbestand verwirklicht ist, an den das Gesetz die Leistungspflicht knüpft (§ 38 AO).
Die Festsetzung der Steuern erfolgt in der Regel durch Steuerbescheid (§ 155 AO), der Grundlage für die Verwirklichung des Steueranspruchs ist (§ 218 Abs. 1 Satz 1 AO). Der Bescheid muss die festgesetzte Steuer nach Art und Betrag bezeichnen und angeben, wer die Steuer schuldet (§ 157 Abs. 1 Satz 2 AO). 
Über Streitigkeiten, die die Verwirklichung des Steueranspruchs betreffen, entscheidet die Finanzbehörde durch Abrechnungsbescheid (§ 218 Abs. 2 AO). Der Abrechnungsbescheid enthält dabei grundsätzlich nur die Feststellung, ob und inwieweit der festgesetzte Anspruch aus dem Steuerschuldverhältnis bereits verwirklicht (also erfüllt) oder noch zu verwirklichen ist.
Das Recht zur Festsetzung kann nach allgemeinen Regeln verwirkt sein. Der Tatbestand der Verwirkung setzt neben dem bloßen Zeitmoment (zeitweilige Untätigkeit des Anspruchsberechtigten) sowohl ein bestimmtes Verhalten des Anspruchsberechtigten voraus, demzufolge der Verpflichtete bei objektiver Beurteilung darauf vertrauen durfte, nicht mehr in Anspruch genommen zu werden (Vertrauenstatbestand) als auch, dass der Anspruchsverpflichtete tatsächlich auf die Nichtgeltendmachung des Anspruchs vertraut und sich hierauf eingerichtet hat.
Der Steueranspruch wird mit seiner Entstehung fällig, jedoch nicht vor Bekanntgabe der Festsetzung oder dem Ablauf einer Zahlungsfrist (§ 220 Abs. 2 AO). Er kann unter den Voraussetzungen des § 222 AO gestundet werden.
Der Steueranspruch erlischt gem. § 47 AO insbesondere durch Zahlung (§ 224, § 225 AO), Aufrechnung (§ 226 AO), Erlass (§ 227 AO) und Zahlungsverjährung (§ 228 bis § 232 AO), ferner durch Eintritt der Bedingung bei auflösend bedingten Ansprüchen, bei der Erbschaft- oder Vermögensteuer auch durch Übertragung des Eigentums an Kunstgegenständen und dergleichen an Zahlungs statt (§ 224a AO).  